# Mary Sargant Florence
Mary Sargant Florence, née Mary Sargant le 21 juillet 1857 à Londres et morte le 14 décembre 1954 à Twickenham, est une artiste peintre britannique célèbre pour ses portraits, ses fresques décoratives ainsi que ses paysages en aquarelle et pastel. Elle est connue pour ses engagements en faveur du suffrage des femmes.

## Biographie
Elle étudie à Paris sous la direction de Luc-Olivier Merson et dans l'école d'art Slade School avec Alphonse Legros. Elle est membre du New English Art Club et de la Society of Painters in Tempera, dont elle édite deux volumes d'articles. Le sculpteur Francis William Sargant est son frère.
Elle se marie en 1888 avec le musicien américain Henry Smyth Florence. Ils ont deux enfants : Philip Sargant Florence, économiste, et Alix Strachey, psychanalyste qui a participé à la Standard Edition, édition anglaise des œuvres complètes de Freud liées à la psychanalyse. Après le décès de son mari, mort de noyade en 1891, Mary Sargant Florence vit à Marlow (Buckinghamshire), où elle a fait construire une maison, Lordswood, en 1899-1900, et où elle vit jusqu'en 1940.
Elle est connue pour ses travaux Children at Chess (c. 1903), Suffer Little Children to Come unto Me (1913) et Pentecost (c. 1913). Elle a peint des fresques décoratives à l'intérieur de l'Old School, Oakham, Rutland (c. 1909-1914) et à Bournville Junior School près de Birmingham (1912-1914). Ses fresques à Oakham School ont été autorisées par le directeur, son frère, Walter Lee Sargant, et illustrent l'histoire arthurienne de Gareth. 

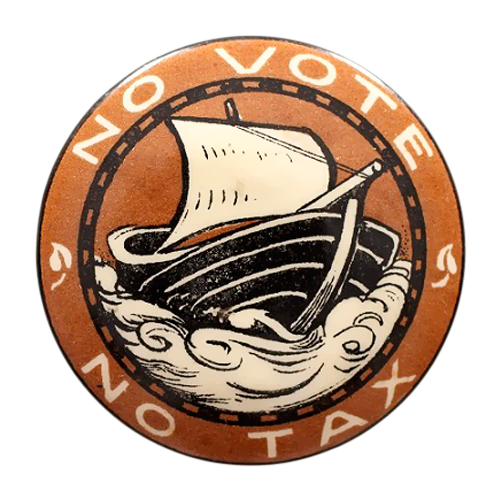
Logo de la Women's Tax Resistance League, dessiné par Margaret Sargant Florence

Elle s'engage dans le mouvement suffragiste britannique, en faveur du droit de vote des femmes, et soutient la Women's Tax Resistance League qui prône le refus de payer des impôts tant que ce droit n'est pas reconnu. Elle est membre du comité pour l'International Congress of Women de 1915. Elle publie, avec l'aide de l'éditeur Charles Kay Ogden un livre intitulé Militarism versus Feminism, dans lequel elle soutient l'idée que les femmes ont la  prérogative et la responsabilité de combattre le militarisme international.
En 1940, elle écrit Colour Co-Ordination, un travail sur l'histoire, la théorie et l'esthétique de la couleur.
Elle meurt en 1954 à Twickenham.

## Œuvres

### Œuvre picturale
- Children at Chess (c. 1903)
- Suffer Little Children to Come unto Me (1913)
- Pentecost (c. 1913)

### Ouvrages
- Militarism versus Feminism: An Enquiry and a Policy Demonstrating that Militarism involves the Subjection of Women, avec Charles Kay Ogden, London: Allen and Unwin, 1915.
- Colour Co-Ordination, London: John Lane, 1940.

### Édition
- Papers of the Society of Mural Decorators and Painters in Tempera 
  - Vol.I , édité en 1924 ;
  - Vol III, édité en 1936.